# P-5 Piatiorka

Un missile SS-N-3C Shaddock.

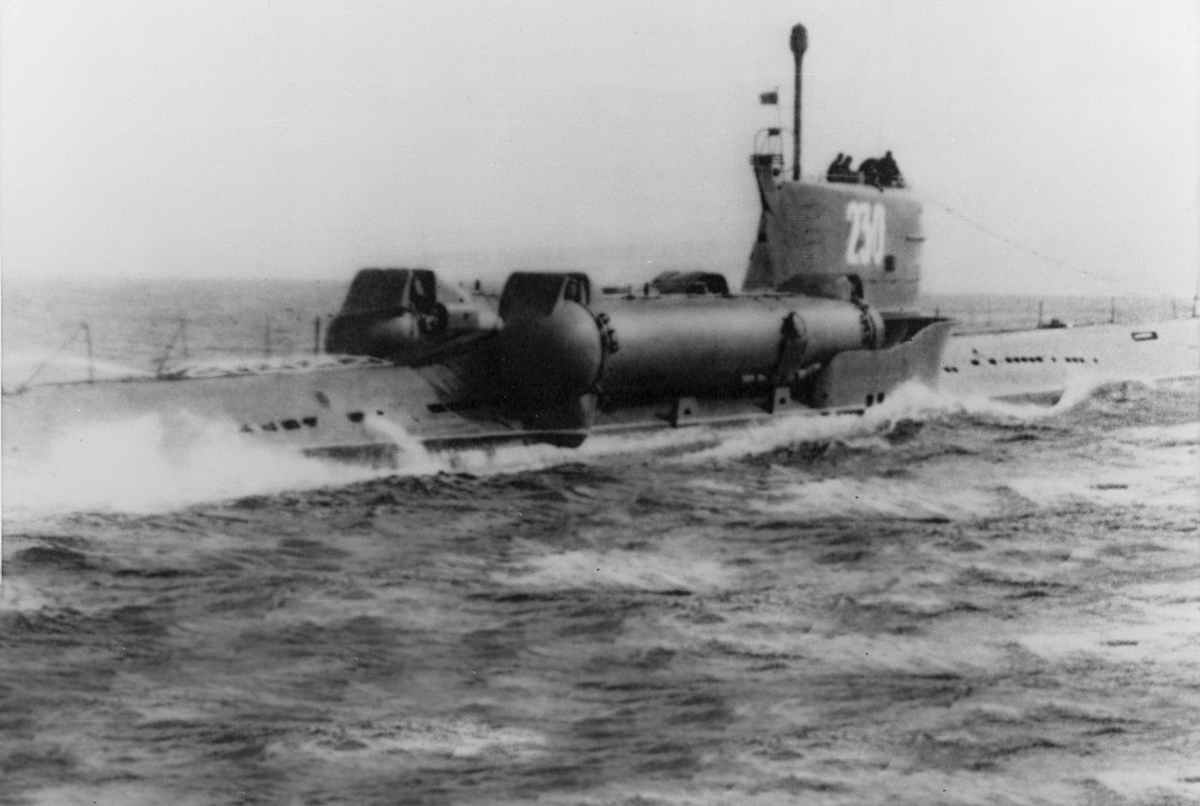
Sous-marin de classe Whiskey armé de missiles P-5.

Le P-5 Piatiorka (russe : П-5 « Пятёрка », code OTAN : SS-N-3C Shaddock) est un missile de croisière à système de guidage inertiel soviétique conçu par le bureau d'études Tchelomeï, entré en service en 1959. 
La version de base du missile peut être armée de 1 000 kg d'explosifs ou d'une tête nucléaire de 200 à 350 kT. Le missile a une vitesse d'environ 0,9 Mach, une portée de 500 km et un ECP d'environ 3 000 m. 
La dernière variante (il en existerait de l'ordre de 3 à 5 selon les sources) pourrait avoir une portée de 1 000 km. Le missile a été utilisé comme missile anti-navire par les sous-marins de classe Echo II et Juliett et par les croiseurs de classe Kynda et Kresta I de la Marine soviétique mais également comme missile mer-sol par les sous-marins de classe Whiskey. Ils ont été retirés du service au début des années 1990.

## Caractéristiques techniques

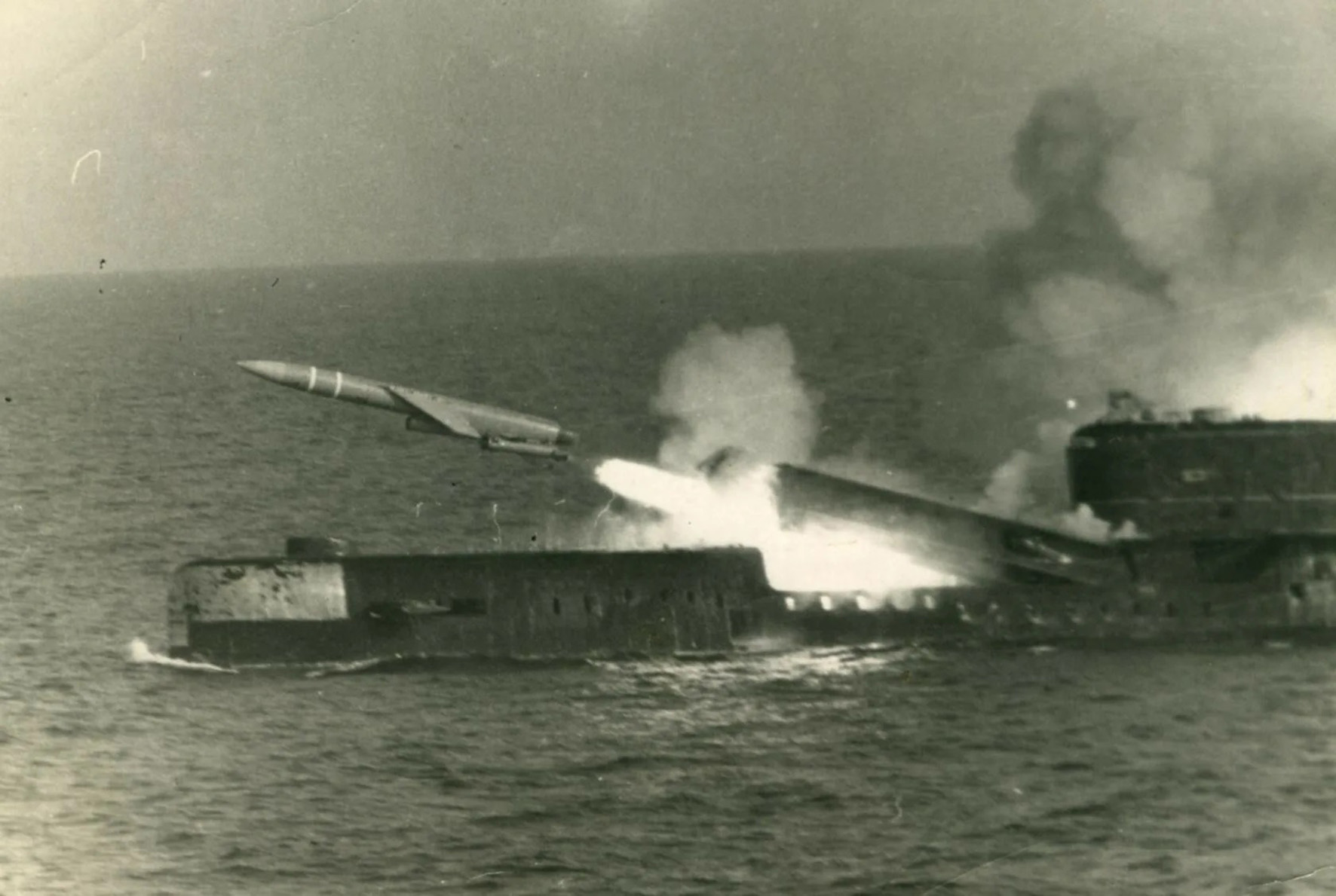
Tir d'un P-5 Piatiorka depuis un bateau de la classe Echo II.

- Longueur : 10,20 mètres à 11,75 mètres (selon les variantes)
- Diamètre: 0,98 mètre
- Envergure : 5 mètres
- Poids: 5 000 kg
- Propulsion: turboréacteur
- Vitesse maximale : 0,9 Mach
- Portée : 500 à 1 000 km ?
- Ogive : 1 000 kg d'explosifs conventionnels ou tête nucléaire de 200-350 kT

## Pays utilisateurs
- Algérie[1]
- Bulgarie[2]
- Syrie[3]
- Union soviétique
- Viêt Nam[4]
- Yougoslavie (en tant que missile sol-mer)

## Incident du lac Inari
Le 28 décembre 1984, un missile P-5 utilisé comme cible par la marine soviétique s'est écrasé dans le lac Inari de l'autre côté de la frontière finlandaise,.